# Lasioglossum aurora
Lasioglossum aurora är en biart som först beskrevs av Smith 1879.  Lasioglossum aurora ingår i släktet smalbin, och familjen vägbin. Inga underarter finns listade i Catalogue of Life.